# 2051
Rok 2051 (MMLI) gregoriánského kalendáře začne v neděli 1. ledna a skončí v neděli 31. prosince.

## Předpokládané a naplánované události
- 1. června – Po 100 letech bude otevřena kapsle Washington State Ferries